# Coppa dei Caraibi 2007
La Coppa dei Caraibi 2007 (Digicel Caribbean Cup 2007) fu la ventesima edizione della Coppa dei Caraibi (la quattordicesima con la nuova denominazione), competizione calcistica per nazione organizzata dalla CFU. La competizione si svolse a Trinidad e Tobago dal 12 gennaio al 23 gennaio 2007 e vide la partecipazione di otto squadre: Barbados, Cuba, Guadalupa, Guyana, Haiti, Martinica, Saint Vincent e Grenadine e Trinidad e Tobago. Il torneo valse anche come qualificazione per la CONCACAF Gold Cup 2007.
La CFU organizzò questa competizione come CFU Championship dal 1978 al 1988; dal 1989 al 1990 sotto il nome di Caribbean Championship; dall'edizione del 1991 a quella del 1998 cambiò nome e divenne Shell Caribbean Cup; le edizioni del 1999 e del 2001 si chiamarono Caribbean Nations Cup; mentre dal 2005 al 2014 la competizione si chiamò Digicel Caribbean Cup; nell'edizione del 2017 il suo nome è stato Scotibank Caribbean Cup.
Ai due gruppi della fase finale sono stati dati i nomi di due vecchi giocatori di Trinidad e Tobago: Sedley Joseph e Bobby Sookram.

## Formula
- Qualificazioni

Trinidad e Tobago (come paese ospitante) è qualificato direttamente. Rimangono 24 squadre per 7 posti disponibili per la fase finale. Le qualificazioni si dividono in due turni:
Prima fase - 24 squadre, divisi in 6 gruppi, giocano partite di sola andata; le prime e le seconde classificate accedono alla seconda fase.
Seconda fase - 12 squadre, divisi in 3 gruppi, giocano partite di sola andata; le prime e le seconde classificate si qualificano alla terza fase, le terze classificate accedono ai playoff.
Playoff - 3 squadre, giocano partite di sola andata; la vincente si qualifica alla fase finale.
- Fase finale

Fase a gruppi - 8 squadre, divise in due gruppi da quattro squadre. Giocano partite di sola andata, le prime due classificate si qualificano alle semifinali.
Fase a eliminazione diretta - 4 squadre, giocano partite di sola andata. La vincente si laurea campione CFU. Le quattro semifinaliste si qualificano alla fase finale della CONCACAF Gold Cup 2007.

## Squadre partecipanti
| Pr. | Squadra                   | Data di qualificazione certa | Partecipante in quanto                                            | Partecipazioni precedenti al torneo                                                                             | Ultima presenza        |
| --- | ------------------------- | ---------------------------- | ----------------------------------------------------------------- | --- | ---------------------- |
| 1   | Trinidad e Tobago         | -                            | Rappresentativa della nazione organizzatrice della fase finale    | 18 (1978, 1979, 1981, 1983, 1988, 1989, 1990, 1991, 1992, 1993, 1994, 1995, 1996, 1997, 1998, 1999, 2001, 2005) | Barbados 2005          |
| 2   | Cuba                      | 10 novembre 2006             | 1º classificato del Gruppo 3 della seconda fase di qualificazione | 7 (1991, 1992, 1995, 1996, 1999, 2001, 2005)                                                                    | Barbados 2005          |
| 3   | Martinica                 | 10 novembre 2006             | 2º classificato del Gruppo 3 della seconda fase di qualificazione | 12 (1983, 1985, 1988, 1990, 1991, 1992, 1993, 1994, 1996, 1997, 1998, 2001)                                     | Trinidad e Tobago 2001 |
| 4   | Barbados                  | 23 novembre 2006             | 1º classificato del Gruppo 1 della seconda fase di qualificazione | 6 (1985, 1989, 1990, 1994, 2001, 2005)                                                                          | Barbados 2005          |
| 5   | Saint Vincent e Grenadine | 23 novembre 2006             | 2º classificato del Gruppo 1 della seconda fase di qualificazione | 8 (1979, 1981, 1989, 1990, 1992, 1993, 1995, 1996)                                                              | Trinidad e Tobago 1996 |
| 6   | Guyana                    | 28 novembre 2006             | 1º classificato del Gruppo 2 della seconda fase di qualificazione | 1 (1991) | Giamaica 1991          |
| 7   | Guadalupa                 | 28 novembre 2006             | 2º classificato del Gruppo 2 della seconda fase di qualificazione | 7 (1981, 1985, 1988, 1989, 1992, 1994, 1999)                                                                    | Trinidad e Tobago 1999 |
| 8   | Haiti                     | 9 gennaio 2007               | Vincente del Playoff della fase di qualificazione                 | 7 (1978, 1979, 1994, 1996, 1998, 1999, 2001)                                                                    | Trinidad e Tobago 2001 |

Nella sezione "partecipazioni precedenti al torneo", le date in grassetto indicano che la nazione ha vinto quella edizione del torneo, mentre le date in corsivo indicano la nazione ospitante.

## Fase finale

### Fase a gruppi

#### GruppoSedley Joseph
| Port of Spain 12 gennaio 2007, ore 18:00 UTC-4           | Trinidad e Tobago | 1 – 1      | Barbados | Hasley Crawford Stadium |
| \| \| \| \| \| Glasgow 31’ \| Marcatori \| 66’ Harvey \| |                   |            |          |                         |
|                                                          |                   |            |          |                         |
| Glasgow 31’                                              | Marcatori         | 66’ Harvey |          |                         |

| Port of Spain 12 gennaio 2007, ore 20:00 UTC-4 | Martinica | 0 – 1      | Haiti | Hasley Crawford Stadium |
| \| \| \| \| \| \| Marcatori \| 12’ Fucien \|   |           |            |       |                         |
|                                                |           |            |       |                         |
|                                                | Marcatori | 12’ Fucien |       |                         |

| Port of Spain 15 gennaio 2007, ore 17:00 UTC-4              | Barbados  | 0 – 2                     | Haiti | Hasley Crawford Stadium |
| \| \| \| \| \| \| Marcatori \| 55’ Boucicaut 90’ Lormera \| |           |                           |       |                         |
|                                                             |           |                           |       |                         |
|                                                             | Marcatori | 55’ Boucicaut 90’ Lormera |       |                         |

| Port of Spain 15 gennaio 2007, ore 19:00 UTC-4                                           | Trinidad e Tobago | 5 – 1      | Martinica | Hasley Crawford Stadium |
| \| \| \| \| \| Roberts 3’ Baptiste 36’ 76’ Glasgow 47’ 83’ \| Marcatori \| 17’ Bullet \| |                   |            |           |                         |
|                                                                                          |                   |            |           |                         |
| Roberts 3’ Baptiste 36’ 76’ Glasgow 47’ 83’                                              | Marcatori         | 17’ Bullet |           |                         |

| Port of Spain 17 gennaio 2007, ore 17:00 UTC-4                                              | Barbados  | 2 – 3                               | Martinica | Hasley Crawford Stadium |
| \| \| \| \| \| Harvey 27’ Soares 42’ \| Marcatori \| 8’ Percin 19’ Clémentia 32’ Germany \| |           |                                     |           |                         |
|                                                                                             |           |                                     |           |                         |
| Harvey 27’ Soares 42’                                                                       | Marcatori | 8’ Percin 19’ Clémentia 32’ Germany |           |                         |

| Port of Spain 17 gennaio 2007, ore 19:00 UTC-4                          | Trinidad e Tobago | 3 – 1      | Haiti | Hasley Crawford Stadium |
| \| \| \| \| \| Jemmot 15’ Glasgow 67’ 85’ \| Marcatori \| 55’ Fucien \| |                   |            |       |                         |
|                                                                         |                   |            |       |                         |
| Jemmot 15’ Glasgow 67’ 85’                                              | Marcatori         | 55’ Fucien |       |                         |

| Pos | Squadra           | P.ti | G | V | N | P | GF | GS | DR |
| --- | ----------------- | ---- | - | - | - | - | -- | -- | -- |
| 1   | Trinidad e Tobago | 7    | 3 | 2 | 1 | 0 | 9  | 3  | +6 |
| 2   | Haiti             | 6    | 3 | 2 | 0 | 1 | 4  | 3  | +1 |
| 3   | Martinica         | 3    | 3 | 1 | 0 | 2 | 4  | 8  | -4 |
| 4   | Barbados          | 1    | 3 | 0 | 1 | 2 | 3  | 6  | -3 |

Trinidad e Tobago e Haiti qualificate alle semifinali.

#### GruppoBobby Sookram
| San Fernando 14 gennaio 2007, ore 17:00 UTC-4                         | Cuba      | 1 – 2                    | Guadalupa | Manny Ramjohn Stadium |
| \| \| \| \| \| Alonso 69’ \| Marcatori \| 31’ Bizagene 87’ Angloma \| |           |                          |           |                       |
|                                                                       |           |                          |           |                       |
| Alonso 69’                                                            | Marcatori | 31’ Bizagene 87’ Angloma |           |                       |

| San Fernando 14 gennaio 2007, ore 19:00 UTC-4         | Guyana    | 0 – 2               | Saint Vincent e Grenadine | Manny Ramjohn Stadium |
| \| \| \| \| \| \| Marcatori \| 4’ Samuel 85’ Glynn \| |           |                     |                           |                       |
|                                                       |           |                     |                           |                       |
|                                                       | Marcatori | 4’ Samuel 85’ Glynn |                           |                       |

| San Fernando 16 gennaio 2007, ore 17:00 UTC-4                                                                 | Guadalupa | 3 – 4                           | Guyana | Manny Ramjohn Stadium |
| \| \| \| \| \| Loiseau 45’ Lambourde 54’ Raddas 88’ (rig.) \| Marcatori \| 23’ 60’ 81’ Codrington 65’ Lowe \| |           |                                 |        |                       |
| |           |                                 |        |                       |
| Loiseau 45’ Lambourde 54’ Raddas 88’ (rig.)                                                                   | Marcatori | 23’ 60’ 81’ Codrington 65’ Lowe |        |                       |

| San Fernando 16 gennaio 2007, ore 19:00 UTC-4             | Cuba      | 3 – 0 | Saint Vincent e Grenadine | Manny Ramjohn Stadium |
| \| \| \| \| \| Moré 27’ 59’ Duarté 90’ \| Marcatori \| \| |           |       |                           |                       |
|                                                           |           |       |                           |                       |
| Moré 27’ 59’ Duarté 90’                                   | Marcatori |       |                           |                       |

| San Fernando 18 gennaio 2007, ore 17:00 UTC-4 | Cuba | 0 – 0 | Guyana | Manny Ramjohn Stadium |

| San Fernando 18 gennaio 2007, ore 19:00 UTC-4  | Guadalupa | 1 – 0 | Saint Vincent e Grenadine | Manny Ramjohn Stadium |
| \| \| \| \| \| D. Mocka 13’ \| Marcatori \| \| |           |       |                           |                       |
|                                                |           |       |                           |                       |
| D. Mocka 13’                                   | Marcatori |       |                           |                       |

| Pos | Squadra                   | P.ti | G | V | N | P | GF | GS | DR |
| --- | ------------------------- | ---- | - | - | - | - | -- | -- | -- |
| 1   | Guadalupa                 | 6    | 3 | 2 | 0 | 1 | 6  | 5  | +1 |
| 2   | Cuba                      | 4    | 3 | 1 | 1 | 1 | 4  | 2  | +2 |
| 3   | Guyana                    | 4    | 3 | 1 | 1 | 1 | 4  | 5  | -1 |
| 4   | Saint Vincent e Grenadine | 3    | 3 | 1 | 0 | 2 | 2  | 4  | -2 |

Guadalupa e Cuba qualificate alle semifinali.

### Fase a eliminazione diretta

#### Tabellone
|  | Semifinali        | Semifinali        | Semifinali |       |                   | Finale            | Finale          | Finale          |  |
|  |                   |                   |            |       |                   |                   |                 |                 |  |
|  | Guadalupa         | Guadalupa         | 1          |       |                   |                   |                 |                 |  |
|  | Guadalupa         | Guadalupa         | 1          |       |                   |                   |                 |                 |  |
|  | Haiti             | Haiti             | 3          |       |                   |                   |                 |                 |  |
|  | Haiti             | Haiti             | 3          |       | Trinidad e Tobago | Trinidad e Tobago | 1               |                 |  |
|  |                   |                   |            |       | Trinidad e Tobago | Trinidad e Tobago | 1               |                 |  |
|  |                   |                   | Haiti      | Haiti | 2                 |                   |                 |                 |  |
|  | Trinidad e Tobago | Trinidad e Tobago | Haiti      | Haiti | 2                 | 3                 |                 |                 |  |
|  | Trinidad e Tobago | Trinidad e Tobago |            |       |                   | 3                 |                 |                 |  |
|  | Cuba              | Cuba              | 1          |       |                   | Finale 3º posto   | Finale 3º posto | Finale 3º posto |  |
|  | Cuba              | Cuba              | 1          |       |                   |                   |                 |                 |  |
|  |                   |                   |            |       |                   |                   |                 |                 |  |
|  |                   |                   |            |       |                   | Guadalupa         | Guadalupa       | 1               |  |
|  |                   |                   |            |       |                   | Guadalupa         | Guadalupa       | 1               |  |
|  |                   |                   |            |       |                   | Cuba              | Cuba            | 2               |  |

#### Semifinali
| Port of Spain 20 gennaio 2007, ore 17:00 UTC-4                                    | Guadalupa | 1 – 3                             | Haiti | Hasley Crawford Stadium |
| \| \| \| \| \| Lambourde 83’ \| Marcatori \| 56’ Cadet 65’ Fucien 76’ Fritzson \| |           |                                   |       |                         |
|                                                                                   |           |                                   |       |                         |
| Lambourde 83’                                                                     | Marcatori | 56’ Cadet 65’ Fucien 76’ Fritzson |       |                         |

| Port of Spain 20 gennaio 2007, ore 19:15 UTC-4                                   | Trinidad e Tobago | 3 – 1      | Cuba | Hasley Crawford Stadium |
| \| \| \| \| \| 41’ (aut.) Glasgow 57’ Theobald 73’ \| Marcatori \| 76’ Duarté \| |                   |            |      |                         |
|                                                                                  |                   |            |      |                         |
| 41’ (aut.) Glasgow 57’ Theobald 73’                                              | Marcatori         | 76’ Duarté |      |                         |

#### Finale 3º posto
| Port of Spain 23 gennaio 2007                                  | Guadalupa | 1 – 2             | Cuba | Hasley Crawford Stadium |
| \| \| \| \| \| Raddas 52’ \| Marcatori \| 23’ 48’ Cervantes \| |           |                   |      |                         |
|                                                                |           |                   |      |                         |
| Raddas 52’                                                     | Marcatori | 23’ 48’ Cervantes |      |                         |

Cuba e Guadalupa qualificate per la CONCACAF Gold Cup 2007.

#### Finale
| Port of Spain 23 gennaio 2007                                         | Trinidad e Tobago | 1 – 2                    | Haiti | Hasley Crawford Stadium |
| \| \| \| \| \| Daniel 65’ \| Marcatori \| 22’ Boucicaut 51’ Fucien \| |                   |                          |       |                         |
|                                                                       |                   |                          |       |                         |
| Daniel 65’                                                            | Marcatori         | 22’ Boucicaut 51’ Fucien |       |                         |

Haiti e Trinidad e Tobago qualificate per la CONCACAF Gold Cup 2007.

## Statistiche

### Classifica marcatori
6 reti
- Gary Glasgow

4 reti
- Brunel Fucien

3 reti
- Nigel Codrington

2 reti
- Neil Harvey
- Alaín Cervantes
- Leonel Duarté
- Léster Moré
- Jean-Luc Lambourde
- Fabien Raddas
- Alexándre Boucicaut
- Kerry Baptiste

1 rete
- Louie Soares
- Osvaldo Alonso
- Jocelyn Angloma
- Steeve Bizagene
- Wilfried Loiseau
- Dominique Mocka
- Howard Lowe
- Eliphéne Cadet
- Jean-Baptiste Fritzson
- Rudy Lormera

- Xavier Bullet
- Johan Clémentia
- Gaël Germany
- Patrick Percin
- Sean Glynn
- Shandel Samuel
- Nigel Daniel
- Kerwyn Jemmot
- Darryl Roberts
- Densil Theobald